# کوئینسی (واشینگتن)
کوئینسی (به انگلیسی: Quincy) شهری در شهرستان گرانت ایالت واشنگتن است که در سرشماری سال ۲۰۱۰ میلادی، ۶۷۵۰ نفر جمعیت داشته است. 